# Will Gregory
William Owen Gregory (Bristol, 17 de septiembre de 1959) es un músico inglés, conocido por ser compositor, teclista y productor de la música electrónica del grupo musical Goldfrapp. 

## Biografía
Antiguo estudiante de música clásica en la Universidad de York, es hijo de una actriz y de un cantante de coro de la ópera. Durante los años 80 y 90 él estuvo tocando con artistas como Tears for Fears, Peter Gabriel, The Cure y también con los bristolianos Portishead, así como tocando el oboe para Tori Amos y grabando junto con Paula Rae Gibson. En 1999 la cantante Alison Goldfrapp y Will Gregory formaron la banda Goldfrapp, un proyecto que llevó al éxito internacional de crítica y público en las listas de música. 
Will Gregory también es saxofonista.Ha tocado con Apollo Saxophone Quartet, Spiritualized, Michael Nyman y como parte de la sección de saxofonistas de la London Sinfonietta para la producción, durante 1991, de la ópera de John Nixon, China en París. Ha participado en el disco de Portishead, Third, en los temas "Magic Doors" y "Threads".